# (26114) 1991 QG
1991 كيو جي (ويعرف أيضًا باسم (26114) 1991 كيو جي وفق تسمية الكوكب الصغير) (بالإنجليزية: 1991 QG)‏ هو كويكب ضمن حزام الكويكبات؛ وترتيبه 26114 من حيث الاكتشاف.
اكتُشف هذا الجُرم الفلكي بواسطة Satoru Otomo ‏ في 31 أغسطس 1991.

## وصلات خارجية
- (26114) 1991 QG في قاعدة بيانات مختبر الدفع النفاث لأجرام النظام الشمسي الصغيرة

- الاكتشاف · مخطط المدار ·  العناصر المدارية · المعلمات المادية

- (26114) 1991 QG على موقع ويكي سكاي: DSS2, SDSS, GALEX, IRAS, Hydrogen α, X-Ray, Astrophoto, Sky Map, Articles and images